# St. Johannes der Täufer (Grainau)

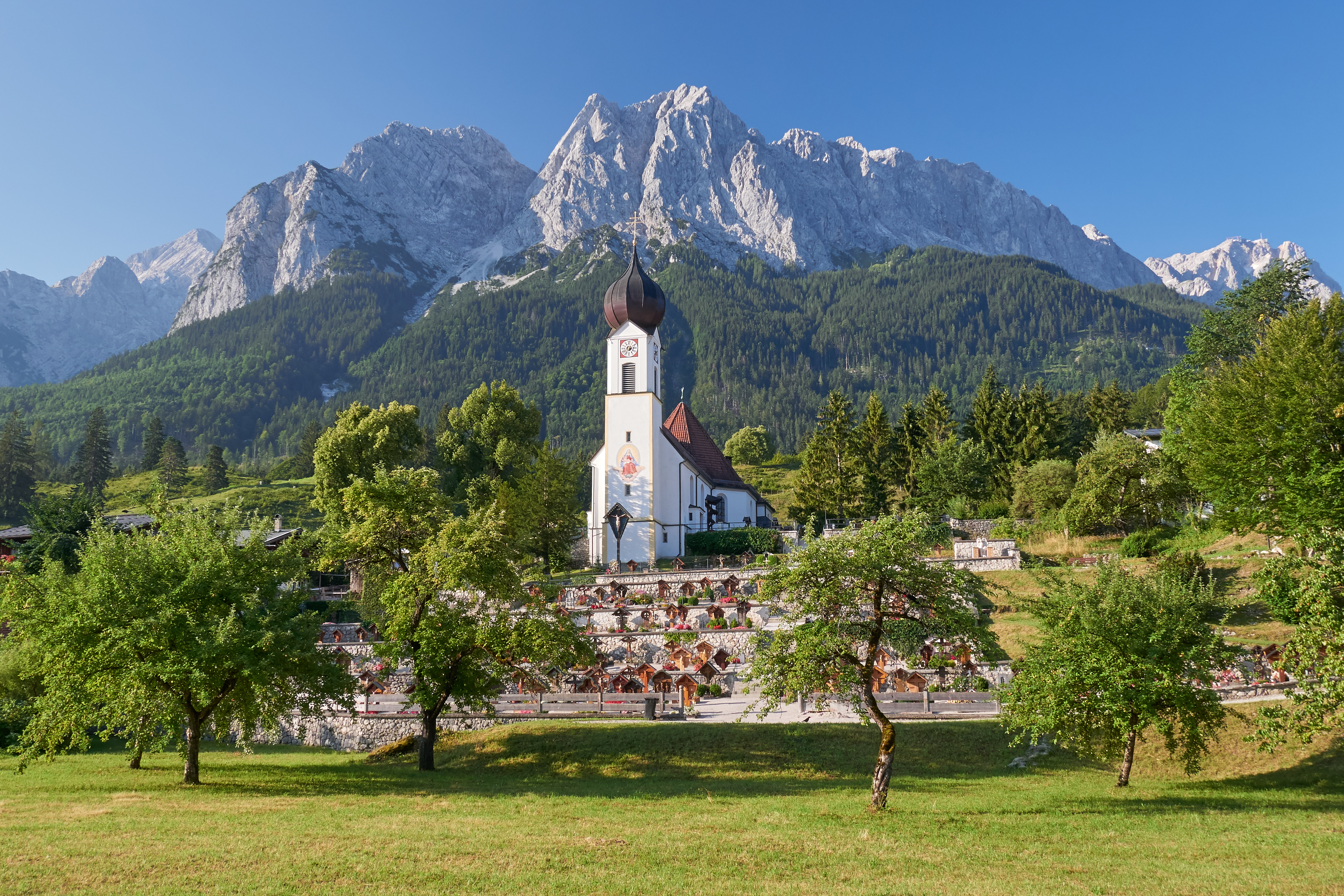
Gesamtansicht der Pfarrkirche St. Johannes der Täufer in Obergrainau (im Hintergrund sind Alpspitze, Waxenstein und Zugspitze zu sehen).

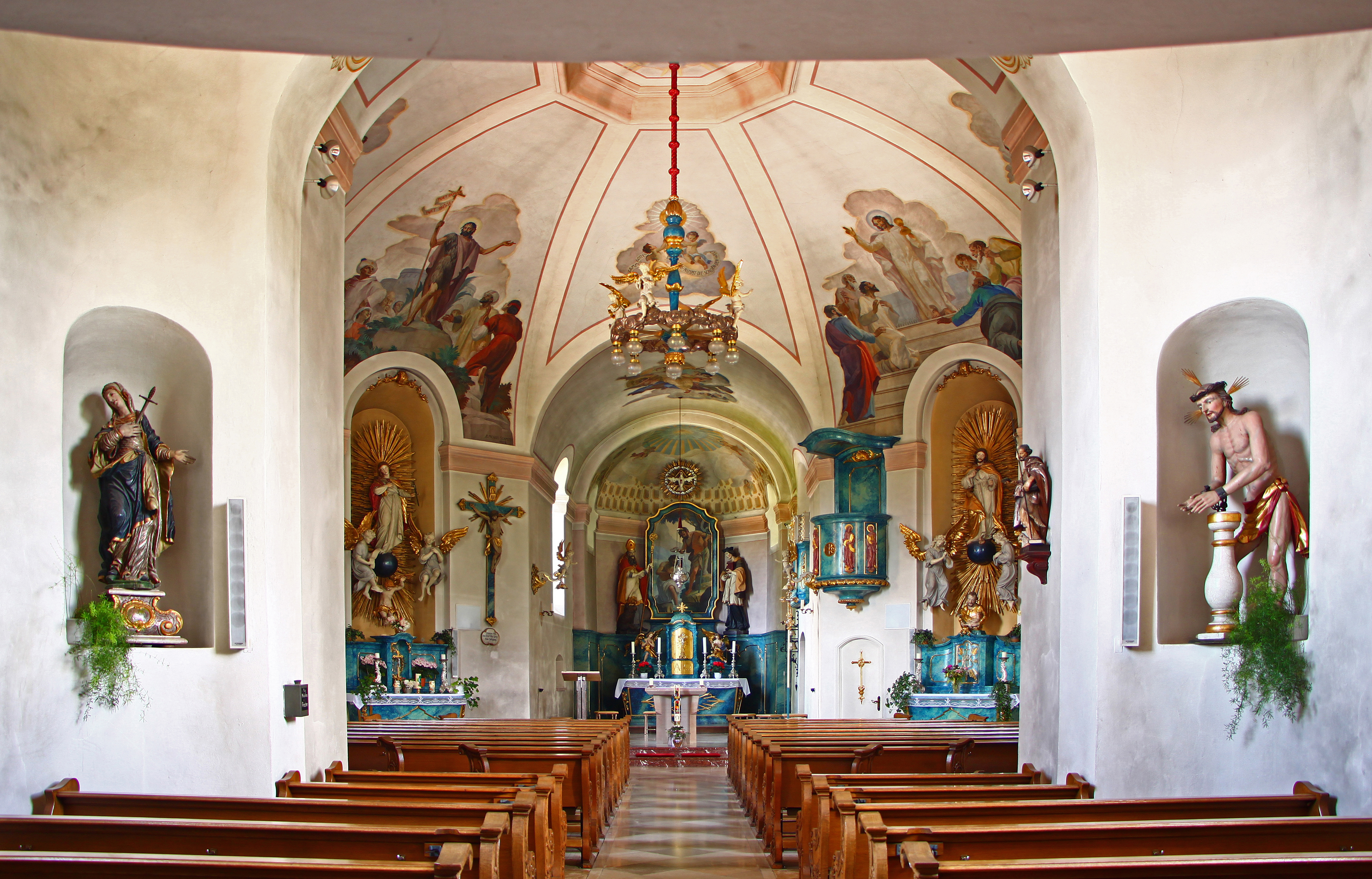
Innenansicht

Die Pfarrkirche St. Johannes der Täufer ist ein katholisches Kirchengebäude in Grainau, Ortsteil Obergrainau, Landkreis Garmisch-Partenkirchen, Bayern. Die Kirchengemeinde gehört zum Pfarrverband Zugspitze.

## Geschichte
Das Gebäude wurde als Kapelle im Stil des Barock 1697 erbaut. Zum Gebäude gehört ein kleiner vorgelagerter Friedhof, der dem Ort erst 1845 genehmigt worden war. Der Ort gehörte zur Pfarrei Garmisch, erst 1812 bekamen Ober- und Untergrainau mit der Gründung des Schulbenefiziums 1812 einen eigenen Ortsgeistlichen.
Die Kapelle wurde am 12. März 1779 aufgrund eines Brandes stark beschädigt: der Altar, die gesamte Ausstattung, der hölzerne Turm und der Dachstuhl wurden ein Raub der Flammen. 1782 wurde die Wiederherstellung mit der Ausmalung des Kirchenraumes durch Franz Seraph Zwinck aus Oberammergau abgeschlossen. Im gleichen Jahr wurde das Gotteshaus abermals geweiht.
1848/49 wurde die Kapelle wegen der gestiegenen Einwohnerzahl nach Norden erweitert; gleichzeitig wurde der größere Turm mit spitzem Dach geschaffen. Die Kirche wurde von 1925 bis 1927 nach Plänen von Carl Sattler vergrößert und erhielt dabei ihre heutige Form mit dem „Zwiebel“-Dach des Turmes, dem oktogonalen Hauptraum und dem nach Süden angebauten Altar. Michael Kardinal Faulhaber vollzog die Weihe am 24. Juni 1927. Johann Michael Schmitt übernahm 1929 die Ausmalung mit einem Johannes-Zyklus; zwei der Kunstwerke wurden dabei in die Gebirgslandschaft gestellt – das Fresko „Mariens Gang durch das Gebirge“ mit den Waxensteinen im Hintergrund und die Taufe Jesu, die an den Eibsee versetzt ist.
Eine grundlegende Innenrenovierung erfolgte 1990 bis 1997. 2008 wurde der Kirchturm statisch erneuert und mit dem Marienfresko aus dem 19. Jahrhundert geschmückt. Der Zwiebelturm erhielt ein neues Kupferdach.
Die Kirche ist als Baudenkmal in die Bayerische Denkmalliste eingetragen. Aufgrund frühneuzeitlicher Funde im Bereich des Kirchenbaus handelt es sich zusätzlich um ein Bodendenkmal (Akten-Nr. D-1-8532-0056).
Patron ist Johannes der Täufer, die Weihe zu dessen Ehren erfolgte am 18. Juni 1749.